# Nazionale maschile di pallavolo dei Paesi Bassi
La nazionale maschile di pallavolo dei Paesi Bassi è una squadra europea composta dai migliori giocatori di pallavolo dei Paesi Bassi ed è posta sotto l'egida della Federazione pallavolistica dei Paesi Bassi.

## Rosa
Segue la rosa dei giocatori convocati per la Volleyball Nations League 2024.
| N° | Nome                 | Ruolo | Data di nascita   | Squadra            |
| -- | -------------------- | ----- | ----------------- | ------------------ |
| 2  | Wessel Keemink       | P     | 29 maggio 1993    | Karlovarsko        |
| 3  | Maarten van Garderen | S     | 24 gennaio 1990   | PAOK               |
| 4  | Thijs ter Horst      | S     | 18 settembre 1991 | KEPCO Vixtorm      |
| 5  | Luuc van der Ent     | C     | 27 luglio 1998    | Dürener            |
| 6  | Sil Meijs            | P     | 13 marzo 2002     | Limax              |
| 7  | Gijs Jorna           | S     | 30 maggio 1989    | Epicentr-Podoljany |
| 8  | Fabian Plak          | C     | 23 luglio 1997    | Padova             |
| 10 | Tom Koops            | S     | 10 dicembre 2000  | Orion              |
| 11 | Jeffrey Klok         | L     | 29 ottobre 1998   | Lycurgus           |
| 14 | Nimir Abdel-Aziz     | O     | 5 febbraio 1992   | Halkbank           |
| 16 | Wouter ter Maat      | O     | 7 maggio 1991     | Ziraat Bankası     |
| 17 | Michaël Parkinson    | C     | 23 novembre 1991  | Tours              |
| 18 | Robbert Andringa     | S     | 28 aprile 1990    | You Energy         |
| 19 | Freek de Weijer      | P     | 30 ottobre 1995   | Dynamo Apeldoorn   |
| 20 | Yannick Bak          | S     | 30 novembre 2001  | Dynamo Apeldoorn   |
| 22 | Twan Wiltenburg      | C     | 20 gennaio 1997   | ZAKSA              |
| 24 | Michiel Ahyi         | O     | 28 luglio 1998    | Giesen             |

## Risultati

### Competizioni FIVB
| 1964 | 8º posto        | Convocazioni |
| 1968 | non qualificata | -            |
| 1972 | non qualificata | -            |
| 1976 | non qualificata | -            |
| 1980 | non qualificata | -            |
| 1984 | non qualificata | -            |
| 1988 | 5º posto        | Convocazioni |
| 1992 | 2º posto        | Convocazioni |
| 1996 | 1º posto        | Convocazioni |
| 2000 | 5º posto        | Convocazioni |
| 2004 | 9º posto        | Convocazioni |
| 2008 | non qualificata | -            |
| 2012 | non qualificata | -            |
| 2016 | non qualificata | -            |
| 2020 | non qualificata | -            |
| 2024 | non qualificata | -            |

| 1949 | 10º posto       | Convocazioni |
| 1952 | non qualificata | -            |
| 1956 | 13º posto       | Convocazioni |
| 1960 | non qualificata | -            |
| 1962 | 12º posto       | Convocazioni |
| 1966 | 12º posto       | Convocazioni |
| 1970 | 14º posto       | Convocazioni |
| 1974 | 12º posto       | Convocazioni |
| 1978 | 16º posto       | Convocazioni |
| 1982 | non qualificata | -            |
| 1986 | non qualificata | -            |
| 1990 | 7º posto        | Convocazioni |
| 1994 | 2º posto        | Convocazioni |
| 1998 | 6º posto        | Convocazioni |
| 2002 | 9º posto        | Convocazioni |
| 2006 | non qualificata | -            |
| 2010 | non qualificata | -            |
| 2014 | non qualificata | -            |
| 2018 | 8º posto        | Convocazioni |
| 2022 | 10º posto       | Convocazioni |

| 2018 | non qualificata | -            |
| 2019 | non qualificata | -            |
| 2021 | 14º posto       | Convocazioni |
| 2022 | 8º posto        | Convocazioni |
| 2023 | 10º posto       | Convocazioni |
| 2024 | 13º posto       | Convocazioni |
| 2025 | 18º posto       | Convocazioni |

| 1965 | 10º posto       | Convocazioni |
| 1969 | non qualificata | -            |
| 1977 | non qualificata | -            |
| 1981 | non qualificata | -            |
| 1985 | non qualificata | -            |
| 1989 | non qualificata | -            |
| 1991 | non qualificata | -            |
| 1995 | 2º posto        | Convocazioni |
| 1999 | non qualificata | -            |
| 2003 | non qualificata | -            |
| 2007 | non qualificata | -            |
| 2011 | non qualificata | -            |
| 2015 | non qualificata | -            |
| 2019 | non qualificata | -            |
| 2023 | non qualificata | -            |

### Competizioni CEV
| 1948 | 6º posto        | Convocazioni |
| 1950 | non qualificata | -            |
| 1951 | 9º posto        | Convocazioni |
| 1955 | non qualificata | -            |
| 1958 | 13º posto       | Convocazioni |
| 1963 | 12º posto       | Convocazioni |
| 1967 | 15º posto       | Convocazioni |
| 1971 | 9º posto        | Convocazioni |
| 1975 | 9º posto        | Convocazioni |
| 1977 | 12º posto       | Convocazioni |
| 1979 | non qualificata | -            |
| 1981 | non qualificata | -            |
| 1983 | 10º posto       | Convocazioni |
| 1985 | 10º posto       | Convocazioni |
| 1987 | 5º posto        | Convocazioni |
| 1989 | 3º posto        | Convocazioni |
| 1991 | 3º posto        | Convocazioni |
| 1993 | 2º posto        | Convocazioni |
| 1995 | 2º posto        | Convocazioni |
| 1997 | 1º posto        | Convocazioni |
| 1999 | 5º posto        | Convocazioni |
| 2001 | 8º posto        | Convocazioni |
| 2003 | 6º posto        | Convocazioni |
| 2005 | 11º posto       | Convocazioni |
| 2007 | 7º posto        | Convocazioni |
| 2009 | 7º posto        | Convocazioni |
| 2011 | non qualificata | -            |
| 2013 | 10º posto       | Convocazioni |
| 2015 | 9º posto        | Convocazioni |
| 2017 | 14º posto       | Convocazioni |
| 2019 | 10º posto       | Convocazioni |
| 2021 | 5º posto        | Convocazioni |
| 2023 | 5º posto        | Convocazioni |

| 2004 | 3º posto        | Convocazioni |
| 2005 | non qualificata | -            |
| 2006 | 1º posto        | Convocazioni |
| 2007 | 7º posto        | Convocazioni |
| 2008 | 2º posto        | Convocazioni |
| 2009 | non qualificata | -            |
| 2010 | non qualificata | -            |
| 2011 | 5º posto        | Convocazioni |
| 2012 | 1º posto        | Convocazioni |
| 2013 | non qualificata | -            |
| 2014 | non qualificata | -            |
| 2015 | non qualificata | -            |
| 2016 | non qualificata | -            |
| 2017 | non qualificata | -            |
| 2018 | 5º posto        | Convocazioni |
| 2019 | 3º posto        | Convocazioni |
| 2021 | non qualificata | -            |
| 2022 | non qualificata | -            |
| 2023 | non qualificata | -            |
| 2024 | non qualificata | -            |

### Competizioni estinte
| 1990 | 2º posto        | Convocazioni |
| 1991 | 4º posto        | Convocazioni |
| 1992 | 4º posto        | Convocazioni |
| 1993 | 5º posto        | Convocazioni |
| 1994 | 5º posto        | Convocazioni |
| 1995 | 12º posto       | Convocazioni |
| 1996 | 1º posto        | Convocazioni |
| 1997 | 4º posto        | Convocazioni |
| 1998 | 3º posto        | Convocazioni |
| 1999 | 10º posto       | Convocazioni |
| 2000 | 5º posto        | Convocazioni |
| 2001 | 7º posto        | Convocazioni |
| 2002 | 7º posto        | Convocazioni |
| 2003 | 10º posto       | Convocazioni |
| 2004 | non qualificata | -            |
| 2005 | non qualificata | -            |
| 2006 | non qualificata | -            |
| 2007 | non qualificata | -            |
| 2008 | non qualificata | -            |
| 2009 | 12º posto       | Convocazioni |
| 2010 | 11º posto       | Convocazioni |
| 2011 | non qualificata | -            |
| 2012 | non qualificata | -            |
| 2013 | 14º posto       | Convocazioni |
| 2014 | 12º posto       | Convocazioni |
| 2015 | 13º posto       | Convocazioni |
| 2016 | 15º posto       | Convocazioni |
| 2017 | 16º posto       | Convocazioni |

| 1993 | non qualificata | -            |
| 1997 | 2º posto        | Convocazioni |
| 2001 | non qualificata | -            |
| 2005 | non qualificata | -            |
| 2009 | non qualificata | -            |
| 2013 | non qualificata | -            |
| 2017 | non qualificata | -            |